# Médréac
Médréac (bret. Mederieg) – miejscowość i gmina we Francji, w regionie Bretania, w departamencie Ille-et-Vilaine.
Według danych na rok 1990 gminę zamieszkiwało 1460 osób, a gęstość zaludnienia wynosiła 42 osoby/km² (wśród 1269 gmin Bretanii Médréac plasuje się na 429. miejscu pod względem liczby ludności, natomiast pod względem powierzchni na miejscu 202.).